# Kirche Ostenholz

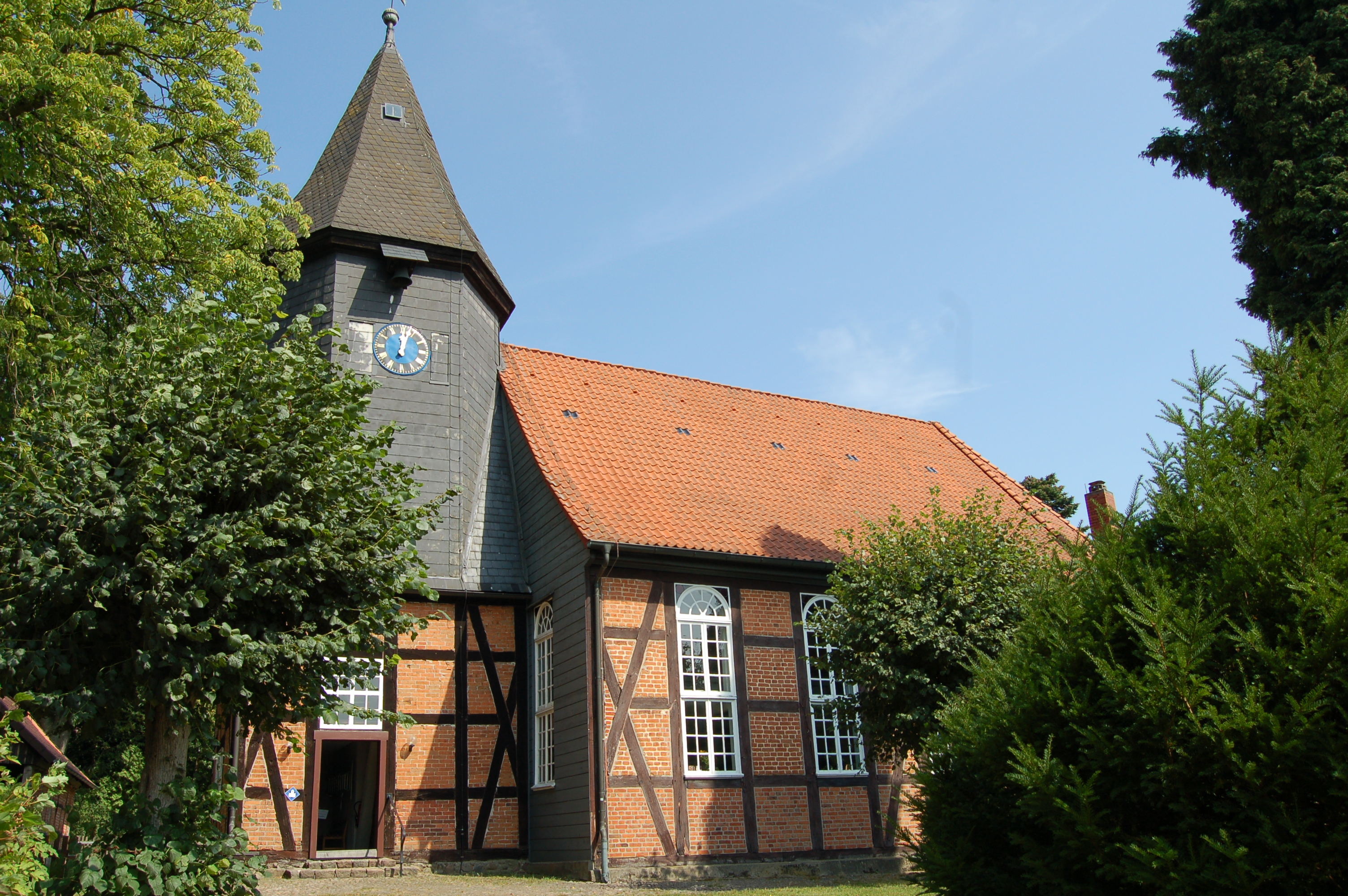
Kirche Ostenholz

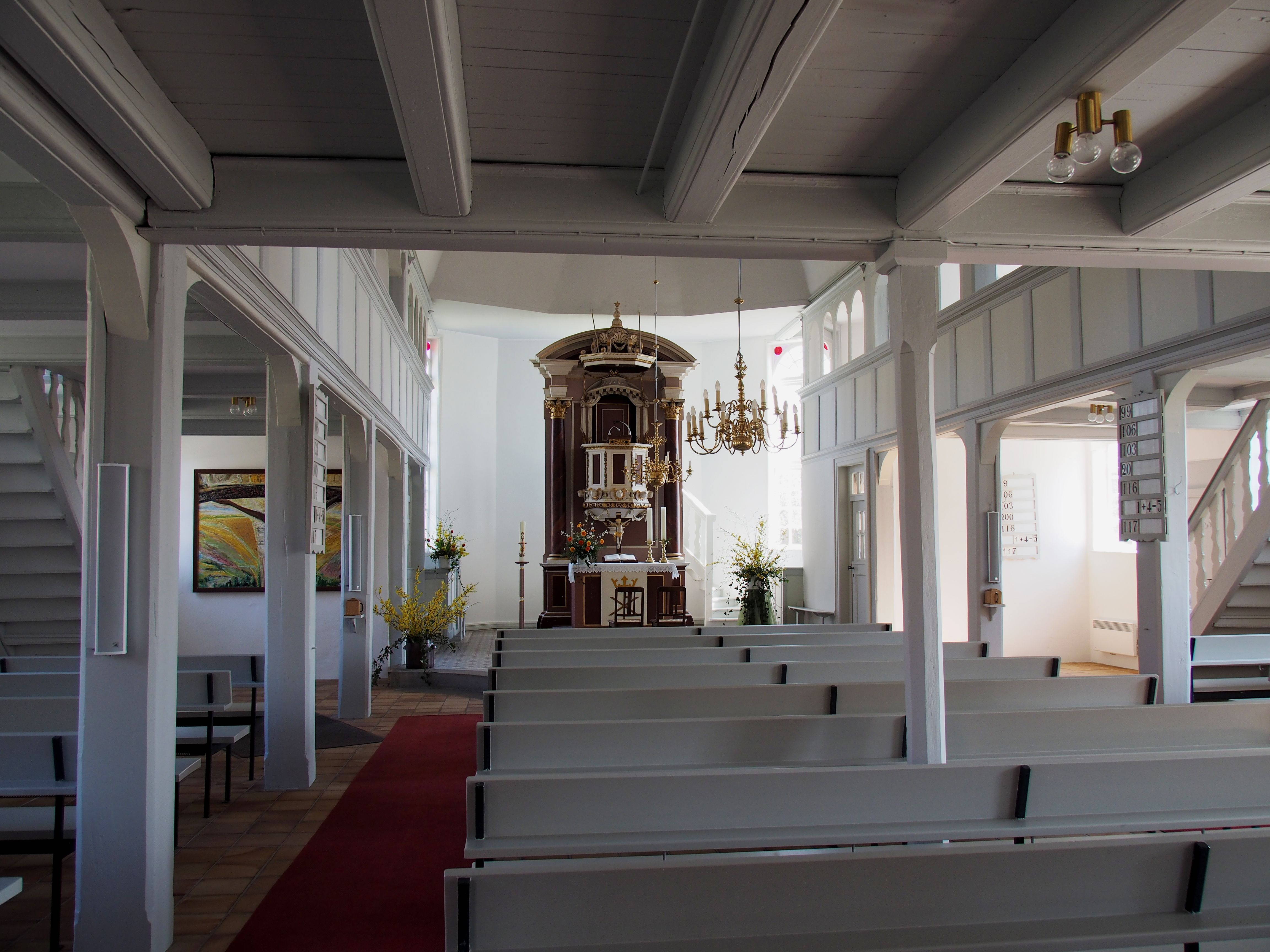
Innenansicht

Die evangelisch-lutherische, denkmalgeschützte Kirche Ostenholz steht in Ostenholz, einem Wohnplatz der Gemarkung Hartem des gemeindefreien Gebietes Osterheide im Landkreis Heidekreis von Niedersachsen.
Die Kirchengemeinde gehört zum Kirchenkreis Walsrode im Sprengel Lüneburg der Evangelisch-lutherischen Landeskirche Hannovers.

## Beschreibung
Die geostete Fachwerkkirche wurde 1724 errichtet. Das Gefach besteht aus Sichtmauerwerk. Der Kirchturm steht im Westen. Sein quadratisches Erdgeschoss besteht aus Holzfachwerk, auf seinem achtseitigen schieferverkleideten Obergeschoss sitzt ein Zeltdach, unter dessen Dachtraufe die Schlagglocke der Turmuhr hängt. Das Kirchenschiff ist im Osten polygonal abgeschlossen. Es ist mit einem Satteldach bedeckt, das im Osten abgewalmt ist.
Der Innenraum, an drei Seiten von einer Empore umgeben, ist mit einem hölzernen Tonnengewölbe überspannt. #
Zur Kirchenausstattung aus der Bauzeit gehört ein schmaler Kanzelaltar, der als Ädikula gestaltet ist. Das Taufbecken und der Ambo sind miteinander kombiniert. 1827 wurde die alte ursprüngliche 1727 von einer Peiner Werkstatt gebaute Orgel durch eine neue ersetzt. 1911 wurde diese Orgel von P. Furtwängler & Hammer erneuert, der alte Prospekt blieb damals erhalten. 1994 wurde von Orgelbauer Dieter Noeske eine neue Orgel mit einem Manual und acht Registern eingebaut.